# Seesmic
Seesmicとはウェブ、モバイル、デスクトップに対応したフリーウェアのスイートでFacebookやTwitterといった複数のソーシャルネットワークのアカウントを同時に管理できる。2008年にフランスの実業家であるロイック・ル・マールが立ち上げたが、当初はYouTubeとTwitterを繋ぐものと謳うビデオ共有サイトで短いコメントを投稿できるものだった。2009年に利用者数の低迷が原因でサービスを終了し、Twitter、Facebookやその他ソーシャルメディアサイトのストリームを統合した、デスクトップ、モバイル、ウェブアプリのスイート形式のソーシャルネットワーキングツールとして再スタートした。企業の収益化に失敗した後、2011年、カスタマーリレーションズマネジメントアプリケーションとして再びリニューアルした。

## 歴史
始まりはビデオブログサイトで当初の目的はウェブカメラからのアップロードをより容易にすることでオンラインでのビデオ会話を促進することだった。お披露目はDemo tech conferenceで「ビデオ版Twitter」と称した。2008年時点でユーザー数は20,000人、月間視聴者数は70,000人だった。2008年4月3日、Adobe AIRをベースにしたTwitterクライアントであるTwhirlの買収を発表した。
2009年、ロイック・ル・マールはサイトのビデオに関して停滞しており新たなユーザーの獲得に苦労していることを明かした。そしてサイトの再構築として新たなビデオソーシャルネットワーキングサイトの生成からTwitterやFacebookといった他のソーシャルネットワーキングサイトにあるコンテンツのアグリゲートに代わるツールスイートの生成にシフトした。ビデオのサイトは現存しているが異なるドメイン名に置き換えられている。
ル・マールはSeesmicの立ちあげにあたり成功するもっと良い機会があるという理由でパリからサンフランシスコに移住した。支援している数ある投資家の中にはアトミコというベンチャーグループがおり2005年にSkypeをeBayに26億米ドルで売却したニクラス・ゼンストロームとヤヌス・フリスが加わっている。2010年1月にSeesmicはPing.fmを買収、3月に登録ユーザーが100万人に達した。
Seesmicは以下を含む数あるソーシャルネットワーククライアントをリリースしている:
- Seesmic Desktop - TwitterとFacebookに対応するAdobe AIRで作成されたクロスプラットフォームのデスクトップクライアント。バージョン2はMicrosoft Silverlightで再作成しており、Google Buzzの対応が追加された。
- Seesmic Web - Google Web Toolkitを使って書かれた、Twitterのウェブアプリクライアント
- Seesmic for Android - Androidにネイティブ対応した、Twitter、Facebook、Salesforce Chatterのクライアント
- Seesmic for Windows Phone 7 - Windows Phone 7にネイティブ対応した、Twitter、Facebook、Salesforce Chatterのクライアント
- Seesmic for iPhone - iPhoneとiPod touchにネイティブ対応した、Twitter、Facebook、Ping.fmのクライアント
- Seesmic for BlackBerry - BlackBerryにネイティブ対応したTwitterクライアント - 2011年6月終了[10]

2011年8月、Seesmicはカスタマーリレーションズマネジメント (CRM) 事業に移行し、AndroidとiOSに対応しSalesforceのインタフェースを追加したCRMアプリケーションを公開し、過去のソーシャルメディアアプリケーションは同社のセカンドブランチとして維持すると発表した。
2012年9月、HootSuiteに買収された。